# Billy Simpson
Billy Simpson (Belfast, 1929. december 12. – Glasgow, 2017. január 27.) válogatott északír labdarúgó, csatár.

## Pályafutása

### Klubcsapatban
1946 és 1950 között a Linfield játékosa volt, ahol két-két bajnoki címet és kupa győzelmet ért el a csapattal. 1950 és 1959 között a skót Rangers együttesében szerepelt. Négy bajnoki címet és egy skót kupa győzelmet ért el a glasgowi csapattal. 1959-ben a Stirling Albion, 1959-60-ban a Partick Thistle labdarúgója volt. 1960-61-ben az angol Oxford United csapatában játszott és itt fejezte be az aktív labdarúgást.

### A válogatottban
1951 és 1958 között 12 alkalommal szerepelt az északír válogatottban és öt gólt szerzett. Tagja volt az 1958-as svédországi világbajnokságon részt vevő csapatnak.

## Sikerei, díjai
Linfield FC
- Északír bajnokság
  - bajnok (2): 1948–49, 1949–50
- Északír kupa
  - győztes (2): 1948, 1948

 Rangers FC
- Skót bajnokság
  - bajnok (4): 1952–53, 1955–56, 1956–57, 1958–59
- Skót kupa
  - győztes (1): 1953